# 峻成陵
峻成陵，位于中国河北省邯郸市磁县，是1988年1月13日公布的全国重点文物保护单位磁县北朝墓群其中的一个墓葬。
峻成陵的墓主是东魏丞相高澄，其弟高洋建立北齐，追尊高澄为世宗文襄皇帝。陵墓号为峻成陵。峻成陵在义平陵以北，合称“二冢”。峻成陵墓室的壁画，因为破坏裸露在外。